# Southeast
Southeast es un pueblo ubicado en el condado de Putnam en el estado estadounidense de Nueva York y además es su sede de condado. En el año 2000 tenía una población de 17,316 habitantes y una densidad poblacional de 208.5 personas por km².

## Geografía
Southeast se encuentra ubicada en las coordenadas 41°24′0″N 73°36′0″O / 41.40000, -73.60000. Según la Oficina del Censo, la ciudad tiene un área total de 90,6 km² (35,0 mi²), de la cual 82 km² (31,7 mi²) es tierra y 7,6 km² (2,9 mi²) (8.35%) es agua.

## Demografía
Según la Oficina del Censo en 2000 los ingresos medios por hogar en la localidad eran de $69,272, y los ingresos medios por familia eran $78,553. Los hombres tenían unos ingresos medios de $51,957 frente a los $39,583 para las mujeres. La renta per cápita para la localidad era de $29,506. Alrededor del 6.1% de la población estaban por debajo del umbral de pobreza.